# Diaixis
Diaixis är ett släkte av kräftdjur som beskrevs av G.O Sars 1902. Diaixis ingår i familjen Diaixidae.
Diaixis är enda släktet i familjen Diaixidae.
Kladogram enligt Catalogue of Life och Dyntaxa:
| Diaixis | \| \| Diaixis asymmetrica \| \| \| \| \| \| Diaixis hibernica \| \| \| \| \| \| Diaixis pigmaea \| \| \| \| |
|         | \| \| Diaixis asymmetrica \| \| \| \| \| \| Diaixis hibernica \| \| \| \| \| \| Diaixis pigmaea \| \| \| \| |
|         | Diaixis asymmetrica                                                                                         |
|         | |
|         | Diaixis hibernica                                                                                           |
|         | |
|         | Diaixis pigmaea                                                                                             |
|         | |